# Sherwood (Dakota del Nord)
Sherwood és una població dels Estats Units a l'estat de Dakota del Nord. Segons el cens del 2000 tenia 255 habitants.

## Demografia
Segons el cens del 2000, Sherwood tenia 255 habitants, 117 habitatges, i 65 famílies. La densitat de població era de 307,7 hab./km².
Dels 117 habitatges en un 28,2% hi vivien nens de menys de 18 anys, en un 47% hi vivien parelles casades, en un 5,1% dones solteres, i en un 43,6% no eren unitats familiars. En el 42,7% dels habitatges hi vivien persones soles el 24,8% de les quals corresponia a persones de 65 anys o més que vivien soles. El nombre mitjà de persones vivint en cada habitatge era de 2,18 i el nombre mitjà de persones que vivien en cada família era de 3,08.
Per edats la població es repartia de la següent manera: un 27,5% tenia menys de 18 anys, un 4,7% entre 18 i 24, un 25,1% entre 25 i 44, un 23,1% de 45 a 60 i un 19,6% 65 anys o més.
L'edat mediana era de 41 anys. Per cada 100 dones de 18 o més anys hi havia 96,8 homes.
La renda mediana per habitatge era de 26.442 $ i la renda mediana per família de 34.167 $. Els homes tenien una renda mediana de 27.500 $ mentre que les dones 25.625 $. La renda per capita de la població era de 14.756 $. Cap de les famílies i el 7,3% de la població estaven per davall del llindar de pobresa.

## Poblacions més properes
El següent diagrama mostra les poblacions més properes.